# Катастрофа Boeing 377 под Каролиной
Катастрофа Boeing 377 под Каролиной — крупная авиационная катастрофа, произошедшая 29 апреля 1952 года. Авиалайнер Boeing 377-10-26 Stratocruiser авиакомпании Pan American выполнял плановый межконтинентальный рейс PA202 по маршруту Буэнос-Айрес—Монтевидео—Рио-де-Жанейро—Порт-оф-Спейн—Нью-Йорк, но через 4 часа и 57 минут после вылета из Рио-де-Жанейро исчез с экранов радаров; позже в Дождевых лесах Амазонии были обнаружены его обломки. Погибли все находившиеся на его борту 50 человек — 41 пассажир и 9 членов экипажа.
Точная причина катастрофы так и не была установлена; самой вероятной причиной считают отделение двигателя №2 во время полёта и последующее разрушение лайнера в воздухе.
На 2023 год катастрофа рейса 202 остаётся крупнейшей (по числу погибших) катастрофой в истории самолёта Boeing 377 Stratocruiser (вторая — катастрофа в Тихом океане в 1957 году, 44 погибших).

## Самолёт
Boeing 377-10-26 Stratocruiser (регистрационный номер N1039V, заводской 15939, серийный 012) был выпущен в сентябре 1947 года. 27 августа 1949 года был передан авиакомпании Pan American, в которой получил имя Clipper Good Hope. Оснащён четырьмя винтовыми поршневыми двигателями Pratt & Whitney R-4360-B6. На день катастрофы налетал 6944 часа.

## Экипаж
В Рио-де-Жанейро у рейса 202 сменился экипаж. Состав нового экипажа рейса PA202 был таким:
- Командир воздушного судна (КВС) — 27-летний Альберт Гроссарт (англ. Albert Grossarth). Опытный пилот, в авиакомпании Pan American проработал 11 лет (с 18 апреля 1941 года). Налетал 8452 часа, 735 из них на Boeing 377 Stratocruiser.
- Второй пилот — 34-летний Л. А. Пенн-младший (англ. L. A. Penn, Jr.). Опытный пилот, в авиакомпании Pan American проработал 9 лет и 5 месяцев (с 1 ноября 1942 года). В должности второго пилота Boeing 377 Stratocruiser — с 1 ноября 1950 года. Налетал 9099 часов, 1134 из них на Boeing 377 Stratocruiser.
- Штурман — 34-летний Джон Т. Пауэлл (англ. John T. Powell). В авиакомпании Pan American проработал 5 лет и 8 месяцев (со 2 августа 1946 года). В Pan American устроился на должность штурмана Boeing 377 Stratocruiser, на момент катастрофы проходил квалификацию на должность второго пилота (с 21 декабря 1951 года). Налетал 8980 часов.
- Бортинженер — 37-летний Пол Л. Стилфен (англ. Paul L. Stilphen). В авиакомпании Pan American проработал 12 лет и 10 месяцев (с 23 июня 1939 года). В должности бортинженера Boeing 377 Stratocruiser — с 15 марта 1952 года. Налетал 6991 час, 216 из них на Boeing 377 Stratocruiser.
- Бортрадист — 32-летний Лерой Р. Хольцклав (англ. LeRoy R. Holtzclaw). В авиакомпании Pan American проработал 10 лет и 6 месяцев (с 22 октября 1941 года).

В салоне самолёта работали четверо бортпроводников:
- Энтони Л. Урда (англ. Anthony L. Urda),
- Энтони Наско (англ. Anthony Nasco),
- Хулио Хансен (англ. Julio Hansen),
- Патрисия Монаган (англ. Patricia Monaghan).

## Хронология событий
28 апреля рейс PA202 вылетел из Буэнос-Айреса в 18:52 GMT и без происшествий совершил перелёт в Монтевидео. После лайнер вылетел из Монтевидео и приземлился в Рио-де-Жанейро в 01:05 29 апреля; там у рейса 202 сменился экипаж. В 02:43 рейс PA202 вылетел из Рио-де-Жанейро, на его борту находились 9 членов экипажа и 41 пассажир.
Маршрут рейса 202 проходил над Дождевыми лесами Амазонии, которые к тому времени ещё не были изучены; полёт до Порт-оф-Спейна должен был занять 10 часов 30 минут (расчётное время прибытия — 09:13 GMT). В 06:16 пилоты рейса 202 сообщили, что летят на эшелоне FL145 (4400 метров) над Баррейрасом и позже сообщили, что пройдут следующую контрольную точку (в Каролине) примерно в 07:45; это было последнее радиосообщение с борта рейса PA202.
Когда рейс PA202 не сообщил о прохождении контрольной точки Каролины и затем не приземлился в Порт-оф-Спейне, началась поисково-спасательная операция. 1 мая самолёт Curtiss C-46 ВВС США (пилот Джеймс Коуинг (англ. James Kowing), капитан ВВС США) обнаружил место катастрофы рейса 202, которое находилось в 520 километрах от Каролины и в 1800 километрах от Рио-де-Жанейро. Все 50 человек на борту самолёта погибли, что сделало катастрофу рейса 202 крупнейшей в истории самолёта Boeing 377 Stratocruiser.

## Расследование
Расследование причин катастрофы рейса PA202 проводил Совет по гражданской авиации США.
Согласно окончательному отчёту расследования, опубликованному 26 июня 1953 года, наиболее вероятной причиной катастрофы является следующее:

Совет определил, что вероятной причиной катастрофы является отделение двигателя и пропеллера №2 с воздушного судна вследствие асимметричных нагрузок, что привело к потере управления и разрушению в воздухе по неустановленной причине.
Оригинальный текст (англ.)The Board determines, that the probable cause of this accident was the separation of the no.2 engine and propeller from the aircraft due to highly unbalanced forces, followed by uncontrollability and disintegration of the aircraft for reasons undetermined.